# Matt Sorum
 Der er for få eller ingen kildehenvisninger i denne artikel, hvilket er et problem. Du kan hjælpe ved at angive troværdige kilder til de påstande, som fremføres i artiklen.

Matt Sorum, oprindeligt Matthew Sorum (født 19. november 1960 i Long Beach, Californien, USA), er en amerikansk trommeslager.
Matt er ud af en søskendeflok på fem og har brødrene Michael, Mark, Daniel og David.
Hans forældre, Joanne-Alexander og David Sorum, opdrættede heste sammen med Joanne-Alexanders far. Hun selv var ejendomsmægler.
Matt kom til Guns N' Roses i 1991 fra bandet The Cult, da bandets oprindelige trommeslager, Steven Adler, blev smidt ud på grund af et enormt heroinmisbrug.
Matt Sorum spiller med en utrolig power og rock 'n' roll-attitude, og det er let at se, at et af hans største idioler er John Bonham (Led Zeppelin)
På trods af den imponerende power og energi, Matt Sorum spiller med, spiller han også med en imponerende teknik og gør det så godt, at få andre trommeslagere magter at kombinere disse to ting så godt som ham. Det har gjort ham til en af de store innovative trommeslagere i nyere tid, og han er en inspirationskilde for mange.
Ud over Guns N' Roses har Matt Sorum været med i en lang række mindre kendte bands som Gladys Knight og Camp Freddyn, men også store bands som Velvet Revolver med Slash (Saul Hudson) og Duff "Rose" McKagan (Michael McKagan) og med Slash's Snakepit med Slash.
I tiden med Guns N' Roses spillede Matt Sorum på Yamaha-trommer og Zildjian-bækkener. Efter Guns N' Roses gik Matt Sorum over til at spille DW (Drums Workshop) trommer, men fortsatte sit samarbejde med Zildjian, LP-percussion og Remo-skind.
Matt Sorum er stor fan af John Bonham (Led Zeppelin), Ringo Starr (The Beatles), Gene Krupa og Buddy Rich.
Ud over rock 'n' roll og heavy blues kan Matt lide at fiske, og han samler på cigarer og vintage-trommer. Derudover spiller Matt Sorum også meget guitar, bas og keyboard.